# Partito Popolare - Movimento per una Slovacchia Democratica
Il Partito Popolare - Movimento per una Slovacchia Democratica (in slovacco Ľudová strana - Hnutie za demokratické Slovensko, ĽS-HZDS) è stato un partito politico slovacco; in origine designato semplicemente come Movimento per una Slovacchia Democratica, fu ridenominato il 14 giugno 2003.

## Storia

### Il VPN
Nel 1989, anno della caduta del muro di Berlino e della fine del regime comunista in Cecoslovacchia, venne fondato il Verejnosť proti násiliu, VPN (Pubblico contro la Violenza), il contraltare slovacco al Forum Civico ceco. Questi due partiti raccoglievano molti dei movimenti politici che si erano battuti contro il regime comunista, soprattutto conservatori e liberali. Alle prime elezioni democratiche, nel 1990, il VPN ottenne il 29,3% dei voti, elesse 48 deputati (su 150) e diede vita ad un governo moderato, guidato da Vladimír Mečiar, insieme al Movimento Cristiano-Democratico, democristiani. Ben presto, però VPN si divise tra sostenitori di Mečiar e sostenitori del presidente del partito Fedor Gál. Mečiar fu sostituito alla guida della regione slovacca da Ján Čarnogurský leader del KDH. Nel giugno del 1991, Mečiar diede vita al Movimento per una Slovacchia Democratica, mentre i sostenitori di Gál, mantennero la guida del VPN, che, però, mutò nome in Občianska demokratická únia (Unione Democratica Civica).

### Dal 1992
Alle elezioni parlamentari del 1992 l'HZDS ottenne il 37,3% dei voti e 74 seggi. Mečiar aveva condotto la campagna elettorale puntando sulla congiura dei partiti nei suoi confronti e su una decisa autonomia della regione slovacca. Grazie all'ottimo risultato elettorale, che gli valse quasi la metà dei seggi, Mečiar diede vita ad un nuovo governo, questa volta insieme al Partito Nazionale Slovacco (SNS). Le contemporanee elezioni per il Parlamento ceco furono vinte dall'ODS di Václav Klaus, che non volle accettare la proposta di Mečiar di una decisa autonomia per la Slovacchia. Klaus proponeva due alternative: due stati autonomi o uno stato molto accentrato. Mečiar ed il suo governo di centro-destra optarono per la scelta indipendentista ed il 1º gennaio 1993 la Slovacchia divenne uno stato indipendente.
Nel marzo del 1993, il governo Mečiar perse la maggioranza parlamentare, ma il governo cadde solo un anno dopo, nel marzo del 1994. Mečiar venne sostituito da Jozef Moravčík che portò il paese a nuove elezioni. Alle elezioni parlamentari del 1994 l'HZDS ottenne il 35% dei voti e 61 seggi e Mečiar tornò primo ministro di un governo formato ancora con il sostegno dei nazionalisti. Mečiar forte del consenso ottenuto iniziò un duro braccio di ferro con il Presidente della Repubblica circa il ruolo dei servizi segreti. I partiti dell'opposizione accusarono Mečiar di avere una gestione eccessivamente accentrata del potere. Il governo di centro-destra venne seriamente indebolito dai difficili rapporti con i paesi occidentali, visto il diniego ottenuto all'ingresso sia nella UE che nella NATO. Alle elezioni parlamentari del 1998, l'HZDS scese al 27% dei voti e passò all'opposizione; alle parlamentari del 2002 perse ulteriormente consensi (19,5% dei voti) rimanendo all'opposizione del governo di centro-destra composto da KDH, SDKU, ANO e MKP. L'HZDS ha visto la fuoriuscita tra il 2002 ed il 2003 di alcuni deputati che hanno dato vita al Movimento per la Democrazia ed all'Unione Popolare.
Nel 2003 assunse la denominazione di Partito Popolare - Movimento per una Slovacchia Democratica. Alle elezioni parlamentari del 2006 dimezzò i propri consensi scendendo all'8,8%, in buona parte conquistati dall'SNS. Ciò nonostante sia HZDS che SNS entrarono a far parte del governo del socialdemocratico (Smer) Fico, che ha dato vita ad un'insolita alleanza sinistra-destra. Nel governo l'HZDS ebbe due ministri, quello della giustizia e quello dell'agricoltura.
Alle elezioni parlamentari del 2010 il partito ha ottenuto il 4,32% dei consensi: non è riuscito quindi a superare lo sbarramento del 5% ed è rimasto escluso dal Parlamento, come pure nel 2012 dopo aver ottenuto appena lo 0,93%.

## Risultati elettorali
| Elezione          | Voti      | %     | Seggi    | Posizione         |
| ----------------- | --------- | ----- | -------- | ----------------- |
| Parlamentari 1992 | 1.148.625 | 37,26 | 74 / 150 | Maggioranza       |
| Parlamentari 1994 | 1.005.488 | 34,97 | 61 / 150 | Maggioranza       |
| Parlamentari 1998 | 907.103   | 27,00 | 43 / 150 | Maggioranza       |
| Parlamentari 2002 | 560.691   | 19,50 | 36 / 150 | Opposizione       |
| Parlamentari 2006 | 202.540   | 8,79  | 15 / 150 | Maggioranza       |
| Parlamentari 2010 | 109.480   | 4,33  | 0 / 150  | Extraparlamentari |
| Parlamentari 2012 | 23.722    | 0,93  | 0 / 150  | Extraparlamentari |
| 1.                |           |       |          |                   |

Elezioni europee:
| Partiti politici in Slovacchia | Partiti politici in Slovacchia |
| ------------------------------ | --- |
| Parlamentari                   | Gente Comune e Personalità Indipendenti · Direzione - Socialdemocrazia · Siamo una Famiglia · Partito Popolare Slovacchia Nostra · Slovacchia Progressista · Insieme - Democrazia Civica · Libertà e Solidarietà · Per il Popolo · Movimento Cristiano-Democratico · Nuova Maggioranza |
| Extraparlamentari              | Partito della Comunità Ungherese · Partito Nazionale Slovacco · Most-Híd · Partito Comunista di Slovacchia · Partito dei Verdi · Partito Liberale |
| Dissolti (dal 1991)            | Pubblico Contro la Violenza · Unione Democratica · Partito della Sinistra Democratica · Partito Socialdemocratico di Slovacchia · Partito Democratico · Partito Popolare - Movimento per una Slovacchia Democratica · Alleanza del Nuovo Cittadino · Raggruppamento degli Operai di Slovacchia · Movimento per la Democrazia · Unione Democratica e Cristiana Slovacca - Partito Democratico |

| Controllo di autorità | VIAF (EN) 152914489 |